# Campeonato Mundial Juvenil de Judo de 2022
El Campeonato Mundial Juvenil de Judo de 2022 (en inglés: 2022 World Judo Juniors Championships) fue la vigésimo quinta edición del Campeonato Mundial Juvenil de Judo organizado por la Federación Internacional de Judo (IJF, por sus siglas en inglés) y la Federación Deportiva del Guayas. Esta edición del torneo se realizó del 10 y el 14 de agosto de 2022 en la ciudad de Guayaquil, Ecuador.
Esta fue la séptima vez que el Campeonato Mundial Juvenil se disputó en el continente americano, y la cuarta que se celebró en Sudamérica. En total participaron 373 judocas (208 hombres y 165 mujeres) de 63 países. 
El torneo duró 5 días de los cuales en los cuatro primeros se disputaron las distintas modalidades por clases de peso tanto masculinas como femeninas; mientras que en el último día se disputó un evento de equipos mixtos. La delegación de Japón ganó la modalidad de equipos mixtos, y fue el equipo que más medallas de oro (7) y medallas en general (11) ganó.

## Calendario
|        | Fecha        | Peso                                     | Preliminares | Preliminares    | Preliminares    | Preliminares    | Final  | Final           |
| Inicio | Fecha        | Peso                                     | Vídeos       | Vídeos          | Vídeos          | Inicio          | Vídeos |                 |
| ------ | ------------ | ---------------------------------------- | ------------ | --------------- | --------------- | --------------- | ------ | --------------- |
| Día 1  | 10 de agosto | Masculino: –60, –66 Femenino: –48, –52   | 10:30        | Con comentarios | Con comentarios | Con comentarios | 16:00  | Con comentarios |
| Día 1  | 10 de agosto | Masculino: –60, –66 Femenino: –48, –52   | 10:30        | Tatami 1        | Tatami 2        | Tatami 3        | 16:00  | Con comentarios |
| Día 2  | 11 de agosto | Masculino: –73 Femenino: –57, –63        | 11:30        | Con comentarios | Con comentarios | Con comentarios | 16:00  | Con comentarios |
| Día 2  | 11 de agosto | Masculino: –73 Femenino: –57, –63        | 11:30        | Tatami 1        | Tatami 2        | Tatami 3        | 16:00  | Con comentarios |
| Día 3  | 12 de agosto | Masculino: –81, –90 Femenino: –70        | 11:30        | Con comentarios | Con comentarios | Con comentarios | 16:00  | Con comentarios |
| Día 3  | 12 de agosto | Masculino: –81, –90 Femenino: –70        | 11:30        | Tatami 1        | Tatami 2        | Tatami 3        | 16:00  | Con comentarios |
| Día 4  | 13 de agosto | Masculino: –100, +100 Femenino: –78, +78 | 12:00        | Con comentarios | Con comentarios | Con comentarios | 16:00  | Con comentarios |
| Día 4  | 13 de agosto | Masculino: –100, +100 Femenino: –78, +78 | 12:00        | Tatami 1        | Tatami 2        | Tatami 3        | 16:00  | Con comentarios |
| Día 5  | 14 de agosto | Equipos mixtos                           | 12:30        | Con comentarios | Con comentarios | Con comentarios | 16:00  | Con comentarios |
| Día 5  | 14 de agosto | Equipos mixtos                           | 12:30        | Tatami 1        | Tatami 2        | Tatami 3        | 16:00  | Con comentarios |

## Medallistas
- Fuente de resultados: [3]

### Masculino
| Evento  | Oro                                  | Plata                          | Bronce                             |
| ------- | ------------------------------------ | ------------------------------ | ---------------------------------- |
| −60 kg  | Taiki Nakamura (Japón)               | Giorgi Sardalashvili (Georgia) | Romain Valadier Picard (Francia)   |
| −60 kg  | Taiki Nakamura (Japón)               | Giorgi Sardalashvili (Georgia) | Tornike Maziashvili (Georgia)      |
| −66 kg  | Nurali Emomali (Tayikistán)          | Azizbek Ortikov (Uzbekistán)   | Kimy Bravo Blanco (Cuba)           |
| −66 kg  | Nurali Emomali (Tayikistán)          | Azizbek Ortikov (Uzbekistán)   | Muhammed Demirel (Turquía)         |
| −73 kg  | Ryuga Tanaka (Japón)                 | Giorgi Terashvili (Georgia)    | Jack Yonezuka (Estados Unidos)     |
| −73 kg  | Ryuga Tanaka (Japón)                 | Giorgi Terashvili (Georgia)    | Marcin Kowalski (Polonia)          |
| −81 kg  | Mihail Latisev (Moldavia)            | Arnaud Aregba (Francia)        | Adam Kopecký (República Checa)     |
| −81 kg  | Mihail Latisev (Moldavia)            | Arnaud Aregba (Francia)        | Eljan Hajiyev (Azerbaiyán)         |
| −90 kg  | Jakhongir Mamatrakhimov (Uzbekistán) | Péter Sáfrány (Hungría)        | Aleksa Mitrovic (Francia)          |
| −90 kg  | Jakhongir Mamatrakhimov (Uzbekistán) | Péter Sáfrány (Hungría)        | Alex Creţ (Rumania)                |
| −100 kg | Kenny Liveze (Francia)               | Tomohiro Nakano (Japón)        | Kilian Kappelmeier (Alemania)      |
| −100 kg | Kenny Liveze (Francia)               | Tomohiro Nakano (Japón)        | Benjamín Maťašeje (Eslovaquia)     |
| +100 kg | Yuta Nakamura (Japón)                | Omar Cruz (Cuba)               | Islombek Ravshankulov (Uzbekistán) |
| +100 kg | Yuta Nakamura (Japón)                | Omar Cruz (Cuba)               | Shalva Gureshidze (Georgia)        |

### Femenino
| Evento | Oro                                | Plata                               | Bronce                            |
| ------ | ---------------------------------- | ----------------------------------- | --------------------------------- |
| −48 kg | Hikari Yoshioka (Japón)            | Assunta Scutto (Italia)             | Merve Azak (Turquía)              |
| −48 kg | Hikari Yoshioka (Japón)            | Assunta Scutto (Italia)             | Gemma Maria Gomez Antona (España) |
| −52 kg | Giulia Carnà (Italia)              | Chloe Devictor (Francia)            | Binta Ndiaye (Suiza)              |
| −52 kg | Giulia Carnà (Italia)              | Chloe Devictor (Francia)            | Marina Castello Diez (España)     |
| −57 kg | Ozlem Yildiz (Turquía)             | Akari Omori (Japón)                 | Veronica Toniolo (Italia)         |
| −57 kg | Ozlem Yildiz (Turquía)             | Akari Omori (Japón)                 | Rin Eguchi (Japón)                |
| −63 kg | Joanne van Lieshout (Países Bajos) | Kaillany Rodrigues Cardoso (Brasil) | Melkia Auchecorne (Francia)       |
| −63 kg | Joanne van Lieshout (Países Bajos) | Kaillany Rodrigues Cardoso (Brasil) | Agnese Zucco (Italia)             |
| −70 kg | Ai Tsunoda (España)                | Fidan Ögel (Turquía)                | Samira Bock (Alemania)            |
| −70 kg | Ai Tsunoda (España)                | Fidan Ögel (Turquía)                | Idelannis Gómez (Cuba)            |
| −78 kg | Aki Kuroda (Japón)                 | Beatriz Freitas (Brasil)            | Iriskhon Kurbanbaeva (Uzbekistán) |
| −78 kg | Aki Kuroda (Japón)                 | Beatriz Freitas (Brasil)            | Lieke Derks (Países Bajos)        |
| +78 kg | Mao Arai (Japón)                   | Hilal Öztürk (Turquía)              | Miki Mukunoki (Japón)             |
| +78 kg | Mao Arai (Japón)                   | Hilal Öztürk (Turquía)              | Erica Simonetti (Italia)          |

### Equipos mixtos
- Fuente de resultados: [8]

| Evento         | Oro | Plata | Bronce |
| -------------- | --- | --- | --- |
| Equipos mixtos | Japón Yamato Fukuda Ryuga Tanaka Kaito Amano Junnosuke Todaka Tomohiro Nakano Yuta Nakamura Ayumi Kawada Akari Omori Kurumi Ishioka Miki Mukunoki Mao Arai | Turquía Muhammed Demirel Cem Demirtas Munir Ertug Aysenur Karadag Özlem Yıldız Habibe Afyonlu Fidan Ogel Hilal Öztürk | Alemania · Levi Märkt · Jano Ruebo · Tom Droste · George Udsilauri · Kilian Kappelmeier · Nicole Stakhov · Bettina Bauer · Sarah Mehlau · Samira Bock · Anna Monta Olek                          |
| Equipos mixtos | Japón Yamato Fukuda Ryuga Tanaka Kaito Amano Junnosuke Todaka Tomohiro Nakano Yuta Nakamura Ayumi Kawada Akari Omori Kurumi Ishioka Miki Mukunoki Mao Arai | Turquía Muhammed Demirel Cem Demirtas Munir Ertug Aysenur Karadag Özlem Yıldız Habibe Afyonlu Fidan Ogel Hilal Öztürk | Francia Driss Masson Kbilou Daniyl Zoubko Arnaud Aregba Aleksa Mitrovic Mathias Anglionin Kenny Liveze Chloe Devictor Martha Fawaz Melkia Auchecorne Florine Soula Oceana Zatchi Bi Dounia Nacer |

## Medallero
País anfitrión:  Ecuador
| Núm. | País            | Oro | Plata | Bronce | Total |
| ---- | --------------- | --- | ----- | ------ | ----- |
| 1    | Japón           | 7   | 2     | 2      | 11    |
| 2    | Turquía         | 1   | 3     | 2      | 6     |
| 3    | Francia         | 1   | 2     | 4      | 7     |
| 4    | Italia          | 1   | 1     | 3      | 5     |
| 5    | Uzbekistán      | 1   | 1     | 2      | 4     |
| 6    | España          | 1   | 0     | 2      | 3     |
| 7    | Países Bajos    | 1   | 0     | 1      | 2     |
| 8    | Tayikistán      | 1   | 0     | 0      | 1     |
|      | Moldavia        | 1   | 0     | 0      | 1     |
| 10   | Georgia         | 0   | 2     | 2      | 4     |
| 11   | Brasil          | 0   | 2     | 0      | 2     |
| 12   | Cuba            | 0   | 1     | 2      | 3     |
| 13   | Hungría         | 0   | 1     | 0      | 1     |
| 14   | Alemania        | 0   | 0     | 3      | 3     |
| 15   | Azerbaiyán      | 0   | 0     | 1      | 1     |
|      | República Checa | 0   | 0     | 1      | 1     |
|      | Polonia         | 0   | 0     | 1      | 1     |
|      | Rumania         | 0   | 0     | 1      | 1     |
|      | Eslovaquia      | 0   | 0     | 1      | 1     |
|      | Suiza           | 0   | 0     | 1      | 1     |
|      | Estados Unidos  | 0   | 0     | 1      | 1     |
|      |                 | 15  | 15    | 30     | 60    |